# Anochetus nietneri
Anochetus nietneri este o specie de furnică a subfamiliei Ponerinae, care poate fi găsită în Sri Lanka. Numele științific al speciei a fost publicat pentru prima dată în mod valabil în 1861 de Roger.